# Wspaniała przygoda Billa i Teda
Wspaniała przygoda Billa i Teda lub Fantastyczne przygody Billa i Teda (ang. Bill & Ted's Excellent Adventure) – amerykański film komediowy z 1989 roku w reżyserii Stephena Hereka.
W 1991 roku otrzymał dwie nominacje do Saturna: za najlepszy film science fiction i za najlepsze kostiumy. Serwis Rotten Tomatoes w oparciu o opinie z 44 recenzji przyznał mu wynik 77%.

## Opis fabuły
Dwaj 17-latkowie, Ted Logan i Bill S. Preston, marzący o karierze muzycznej, przygotowują się do egzaminu z historii. Swoją pomoc oferuje im tajemniczy nieznajomy - jak się okazuje, przybyły z przyszłości, z roku 2654. Dzięki niemu Bill i Ted odbywają podróż w czasie i stykają się osobiście z największymi postaciami w dziejach.

## Obsada
- Keanu Reeves jako Ted "Theodore" Logan
- Alex Winter jako Bill S. Preston
- George Carlin jako Rufus
- Terry Camilleri jako Napoleon Bonaparte
- Dan Shor jako Billy the Kid
- Tony Steedman jako Sokrates
- Rod Loomis jako Sigmund Freud
- Al Leong jako Czyngis-chan
- Jane Wiedlin jako Joanna d’Arc
- Robert V. Barron jako Abraham Lincoln
- Clifford David jako Ludwig van Beethoven
- Bernie Casey jako Pan Ryan